# 46596 Tobata
46596 Tobata è un asteroide della fascia principale. Scoperto nel 1993, presenta un'orbita caratterizzata da un semiasse maggiore pari a 2,3290048 UA e da un'eccentricità di 0,1379488, inclinata di 6,94615° rispetto all'eclittica.